# Таріверде
Таріверде (рум. Tariverde) — село у повіті Констанца в Румунії. Входить до складу комуни Коджалак.
Село розташоване на відстані 199 км на схід від Бухареста, 43 км на північ від Констанци, 106 км на південний схід від Галаца.

## Населення
За даними перепису населення 2002 року у селі проживали 1127 осіб, усі — румуни. Усі жителі села рідною мовою назвали румунську.